# Midori Shintani
Midori Shintani (薪谷 翠, Shintani Midori), née le 15 août 1980 à Kinokawa, est une judokate japonaise.

## Palmarès international
- 2000 : médaille de bronze aux Championnats d'Asie toutes catégories
- 2001 : 
  - médaille d'argent aux Championnats du monde dans la catégorie +78 kg
  - médaille d'or aux Championnats d'Asie toutes catégories
  - médaille d'or aux Championnats d'Asie dans la catégorie +78 kg
- 2005 : médaille d'or aux Championnats du monde toutes catégories
- 2006 : médaille de bronze aux Jeux asiatiques dans la catégorie +78 kg
- 2007 : médaille d'or aux Championnats d'Asie dans la catégorie +78 kg